# Kathleen (Floride)
Pour les articles homonymes, voir Kathleen.
Kathleen est une census-designated place du comté de Polk, dans l'État de Floride, aux États-Unis,. En 2020, elle compte une population de 6 486 habitants.